# 两广冬青
两广冬青（学名：Ilex austro-sinensis）为冬青科冬青属的植物，为中国的特有植物。分布在中国大陆的广西、广东等地，生长于海拔800米至980米的地区，多生于山坡林中，目前尚未由人工引种栽培。
其种加词“austro-sinensis”意为“华南的”。